# Sport au Québec
Le sport au Québec constitue une dimension essentielle de la culture québécoise. La pratique des activités sportives et de plein-air au Québec a été largement influencée par sa géographie et son climat — rigoureux en hiver et tempéré en été —, ainsi que par son intégration au continent nord-américain.
Historiquement, on remarquera d'abord la pratique de " la crosse " chez les amérindiens en Nouvelle - France  pour ensuite s'enrichir des apports de la conquête anglaise comme pour l'introduction de la pratique du golf au Québec par exemple. 
Si l'intérêt des Québécois pour les sports en général ne s'est pas démenti au cours des ans, le hockey sur glace y demeure encore aujourd'hui le sport le plus regardé, considéré officieusement comme le sport national par plusieurs. Ce sport, qui a été joué pour la première fois le 3 mars 1875 au Victoria Skating Rink de Montréal, et promu au fil des ans par les nombreux exploits de la dynastie centenaire des Canadiens de Montréal, soulève toujours les passions et habite encore l'imaginaire collectif québécois.
Cet intérêt pour le hockey ne signifie pas que les Québécois ne s'intéressent pas à d'autres disciplines. Au cours de son histoire, le Québec a accueilli plusieurs manifestations sportives majeures, dont les Jeux olympiques d'été de 1976 à Montréal, les Championnats du monde d'escrime en 1967, de cyclisme sur piste en 1974, d'aviron en 1984, de natation en 2005, de hockey sur glace en 2008, en plus d'accueillir régulièrement des manches de la Coupe du monde de ski alpin, la Coupe Rogers de tennis, le Grand Prix du Canada de Formule 1 ainsi que plusieurs championnats professionnels des ligues nord-américaines.

## Sports d'hiver
Le Québec offre une saison hivernale qui s'étend sur près de la moitié de l'année, de novembre à avril, avec des conditions de neige exceptionnelles (de 3 à 5 mètres de neige par hiver selon les régions). En ce sens, il existe une centaine de stations de ski ou de centres pour la pratique du ski et du surf des neiges (snowboard) à travers les différentes régions du Québec. Plus de 4 000 km de sentiers balisés pour le ski de fond et le ski de randonnée et près de 44 000 km de sentiers aménagés pour la motoneige sont disponibles aux amateurs de sports d'hiver.

### Hockey sur glace

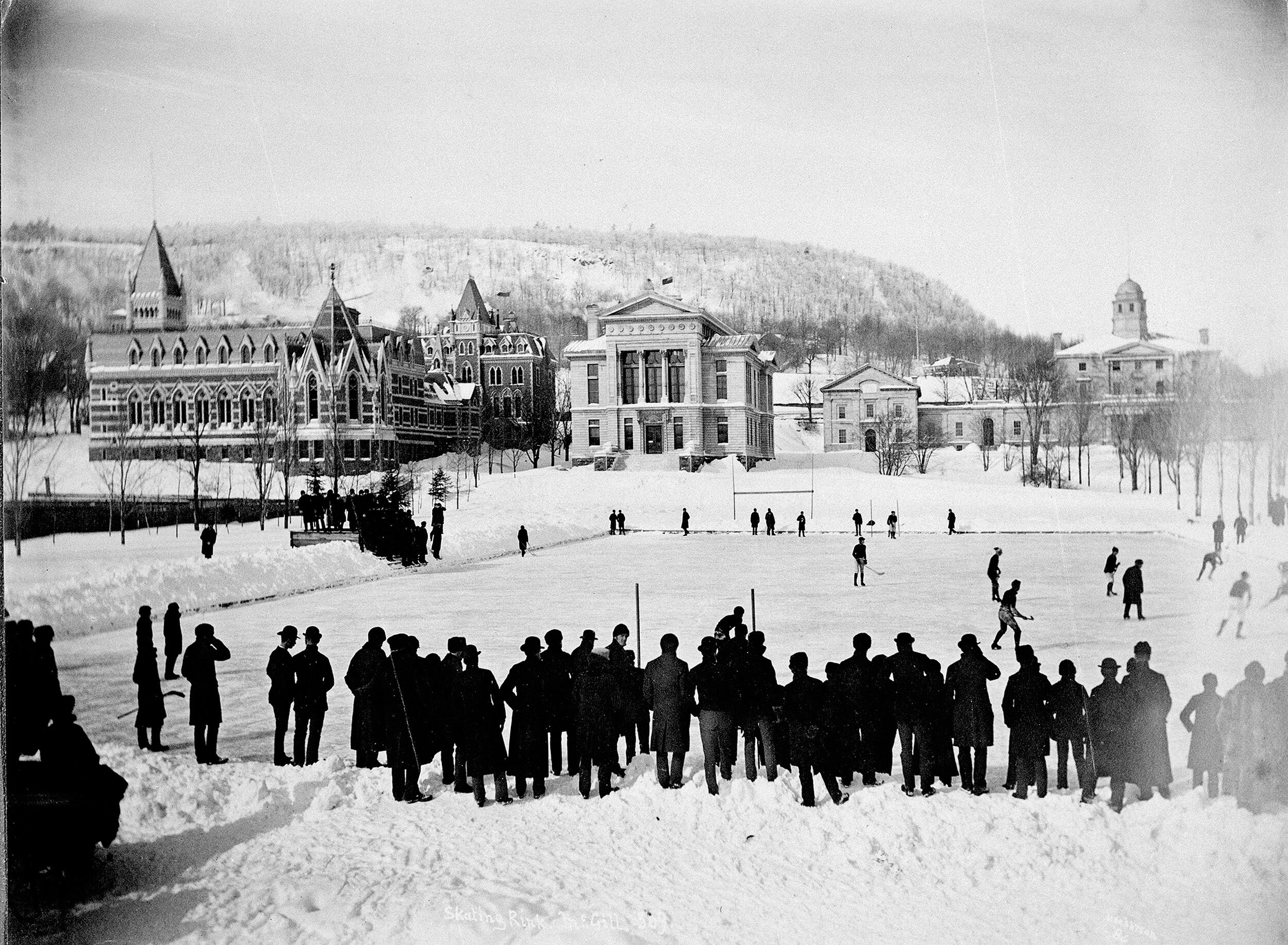
Hockey sur glace à l’Université McGill de Montréal en 1884.

Le hockey sur glace est considéré par certains comme le sport national (bien qu'aucun sport national ne soit reconnu officiellement pour la nation québécoise, il est un des deux sports nationaux du Canada) et est apprécié par de nombreux Québécois. Ce sport d'hiver est d'ailleurs né à Montréal. Le 3 mars 1875 fut joué le premier match codifié au monde au Victoria Skating Rink de Montréal. En 1877, des étudiants de l’université McGill rédigèrent sept règles et le premier club, le McGill University Hockey Club, fut fondé en 1880. Le jeu devint si populaire qu’il fut présent au carnaval d’hiver de Montréal de 1883. En 1888, le nouveau gouverneur du Canada, Lord Stanley (dont les huit fils et deux filles devinrent des amateurs de hockey), impressionné par le match qu'il vit au tournoi de 1888 du Carnaval d'hiver de Montréal, décida de créer un trophée pour récompenser la meilleure équipe de ce même tournoi en 1889. La Coupe Stanley fut attribuée en 1893 au champion amateur du Canada, les Montréal AAA. À cette époque, Montréal regroupait une centaine d’équipes et des ligues existaient à travers tout le Canada.

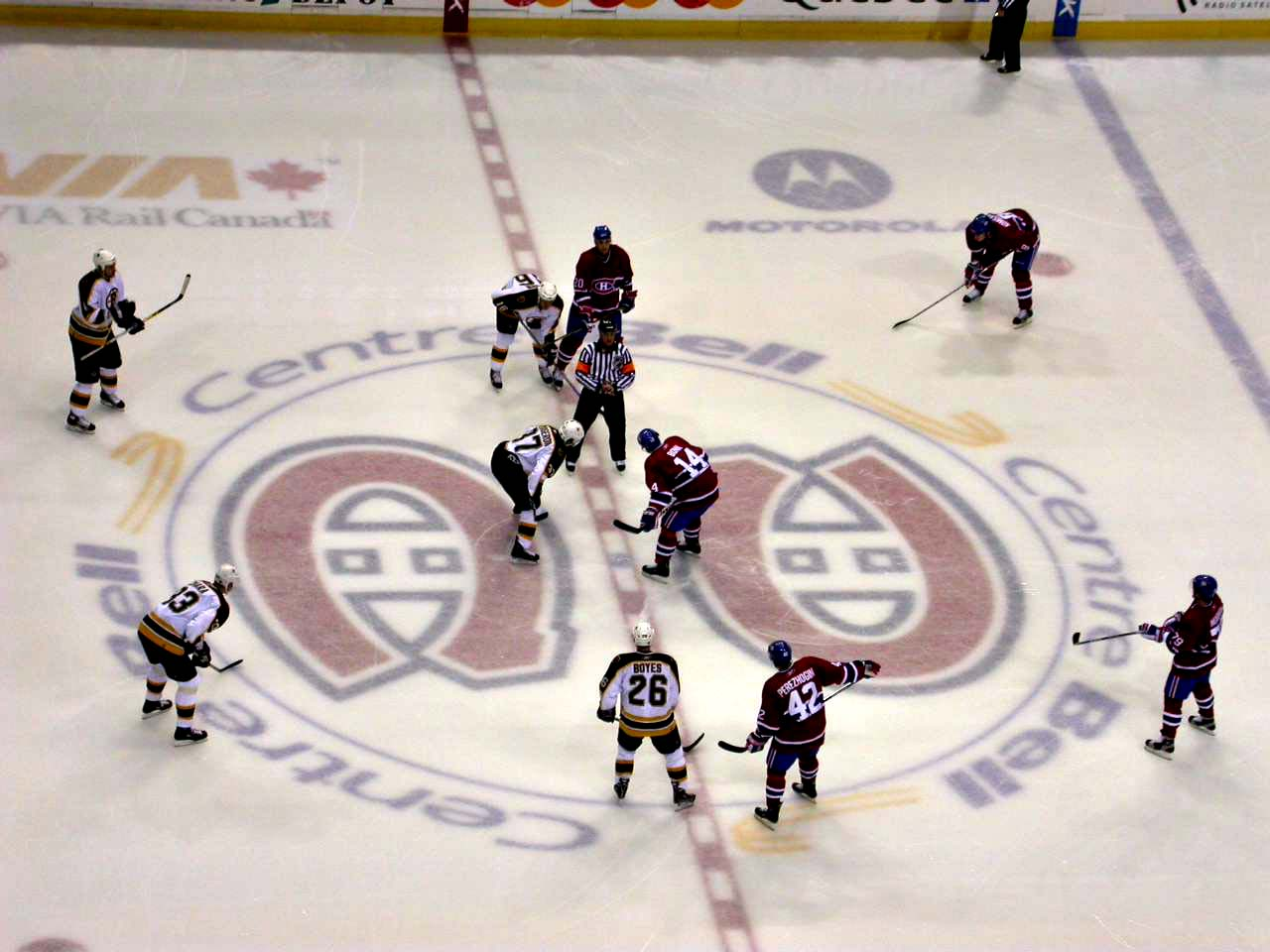
Fondé en 1909, le club de hockey des Canadiens de Montréal a remporté 24 Coupes Stanley au cours de son histoire.

Le Club de hockey Canadien (mieux connu sous le nom des Canadiens de Montréal) est le plus ancien club de hockey sur glace professionnel toujours actif de la Ligue nationale de hockey (LNH). Fondé en 1909, le club était du nombre des quatre équipes fondatrices de la LNH en 1917. De nos jours, 30 équipes venant du Canada et des États-Unis s'affrontent pour la Coupe Stanley, décernée aux gagnants des séries éliminatoires de la ligue. Le club est connu localement sous les surnoms Les Glorieux, la Sainte-Flanelle, le Tricolore ou le bleu-blanc-rouge, a élu domicile à la patinoire du Centre Bell, un aréna pouvant accueillir 21 273 spectateurs. Les Canadiens de Montréal ont participé à 34 finales de la Coupe Stanley et l'ont remporté à 24 reprises. L'équipe est souvent considérée comme la plus prestigieuse de la LNH et figure parmi les clubs de hockey sur glace les plus cotés au monde.
L'équipe montréalaise a fait face à la rivalité féroce des Nordiques de Québec pendant la quinzaine d'années où les deux équipes ont évolué ensemble dans la Ligue nationale. La rivalité naturelle entre les deux grandes villes du Québec, entre 1979 et 1995, a marqué durablement l'histoire et la culture sportive du Québec et les affrontements entre les deux équipes donnaient souvent lieu à du jeu robuste sur la glace et des soirées enflammées dans les salons et bars de tout le Québec. En raison de la conjoncture économique et de la petite taille du domicile des Nordiques, le Colisée de Québec, l'équipe de la capitale québécoise a déménagé à Denver, au Colorado, en 1995. Les amateurs de hockey espèrent toujours le retour de leur équipe et le sujet revient régulièrement sur la table depuis le milieu des années 2000.
La Ligue de hockey junior majeur du Québec (LHJMQ), dont les joueurs sont des jeunes de 16 à 20 ans et dont plusieurs évolueront par la suite dans la LNH, est essentiellement composée d'équipes situées dans des villes plus petites (comme, l'Océanic de Rimouski contre le Drakkar de Baie-Comeau), où elles sont particulièrement populaires dans leur région. Toutefois, Montréal et Québec ont aussi une équipe junior de hockey de la Ligue de hockey junior Maritimes Québec : les Remparts de Québec et l'Armada de Blainville-Boisbriand
Le hockey est aussi pratiqué par des Québécoises et on peut noter la présence de plusieurs équipes féminines de haut-niveau en particulier de la Victoire de Montréal

### Motoneige
Pour un article plus général, voir Motoneige.
Inventée au Québec par Joseph-Armand Bombardier en 1959, la motoneige est à la fois un moyen de transport hivernal incontournable dans les régions isolées et une activité de loisir très populaire auprès du public. Depuis les années 1960, des clubs de randonneurs de motoneige sont formés afin d'entretenir les sentiers et de gérer les droits d'accès. En 2009, le réseau de sentiers long de 33 500 km est entretenu par la Fédération des clubs de motoneigistes du Québec, qui évalue que 800 000 Québécois pratiquent ce sport. Les sentiers de motoneige sont entretenus par 400 surfaceuses et patrouillés par des bénévoles et la Sûreté du Québec.
Le sport possède également un volet compétitif avec plusieurs types d'épreuves, allant des courses d'accélération ou des épreuves sur ovale aux épreuves hors-piste en passant par les grandes courses à étapes, comme le raid Harricana, organisé pour la première fois en 1990 sur le modèle du rallye Paris-Dakar.

### Patinage

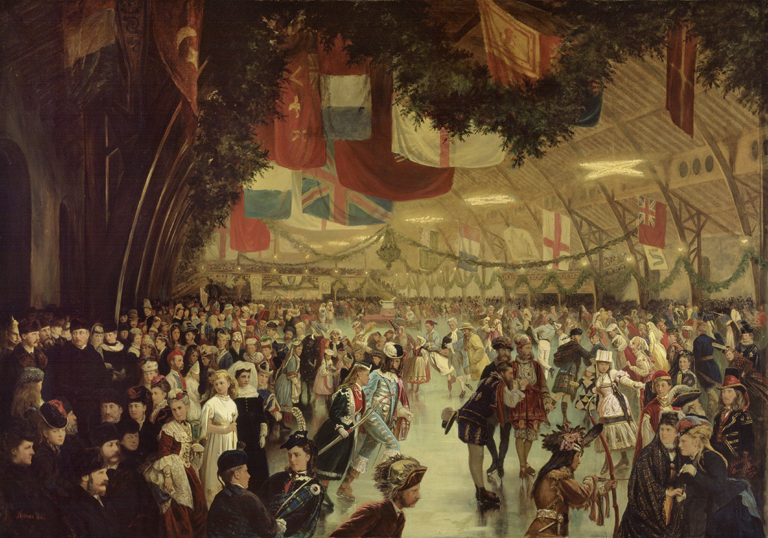
Carnaval sur glace au Victoria Skating Rink à Montréal (1870).

Le patinage au Québec fait son apparition vers le milieu du XIXe siècle. Les premières patinoires intérieures font leur apparition à compter de 1856 à Québec et une dizaine d'années plus tard, la bonne société s'adonne massivement à ce sport dans le cadre de mascarades, où les patineurs déguisés s'adonnent à leur sport au son d'un orchestre.
Aujourd'hui, la popularité des sports de glace a favorisé la mise en place d'un important réseau de patinoires intérieures et extérieures dans toutes les villes et tous les villages au Québec, de la frontière américaine aux communautés inuites les plus isolées de la Baie d'Ungava et la passion des Québécois pour le hockey sur glace ont fait du patinage une activité fort populaire.
Deux fédérations, la Fédération de patinage de vitesse du Québec et la Fédération de patinage artistique du Québec regroupent les adeptes de ces disciplines. Le Québec a produit des champions comme Gaétan Boucher (patinage de vitesse), Marc Gagnon, Sylvie Daigle et Nathalie Lambert (patinage de vitesse courte piste) et Isabelle Brasseur (patinage artistique).
Le sport est également pratiqué par le grand public. Des anneaux de glace extérieurs sont aménagés à l'extérieur. La Place d'Youville dans le Vieux-Québec et le parc Jean-Drapeau à Montréal permettent au grand public de renouer avec la pratique de ce sport dans une ambiance familiale.

### Ski

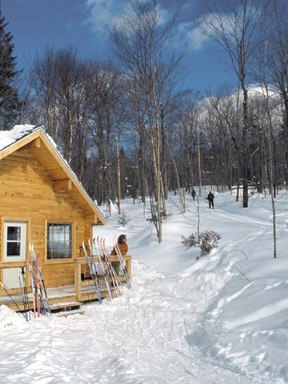
Un chalet de ski de fond au Parc national du Mont-Tremblant, dans les Laurentides.

Le Québec dispose de pas moins de 90 stations où il est possible de pratiquer le ski alpin, notamment dans les régions des Laurentides, de l'Estrie, de Charlevoix, de Centre-du-Québec, de Mauricie, du Saguenay, de la Gaspésie, de Lanaudière, de l'Outaouais, de l'Abitibi, de la Côte-Nord, du Bas-Saint-Laurent, de Chaudière-Appalaches,  (voir sur le site de www.SportActivites.com). Plus d'un million de personnes s'adonnent annuellement à cette activité. Les conditions de neige sur les 800 pistes aménagées à travers le territoire permettent généralement la pratique de ce sport pendant cinq mois par année, de la fin novembre à la fin avril.
Le ski de fond est également une activité populaire qu'il est possible de pratiquer autant en ville qu'en campagne, et ce, dans la plupart des régions. Quelque 4 000 km de sentiers sont aménagés et attendent les fondeurs débutants et chevronnés.
Plusieurs athlètes québécois ont laissé leur marque sur leurs disciplines respectives, qu'on pense aux Erik Guay et Mélanie Turgeon en ski alpin, à Pierre Harvey en ski de fond et à Myriam Bédard au biathlon. De leur côté, Philippe LaRoche, Lloyd Langlois, Nicolas Fontaine et Jean-Luc Brassard ont formé une équipe de ski acrobatique de renommée mondiale dans les années 1990, surnommée le Québec Air Force.

### Course en canot à glace

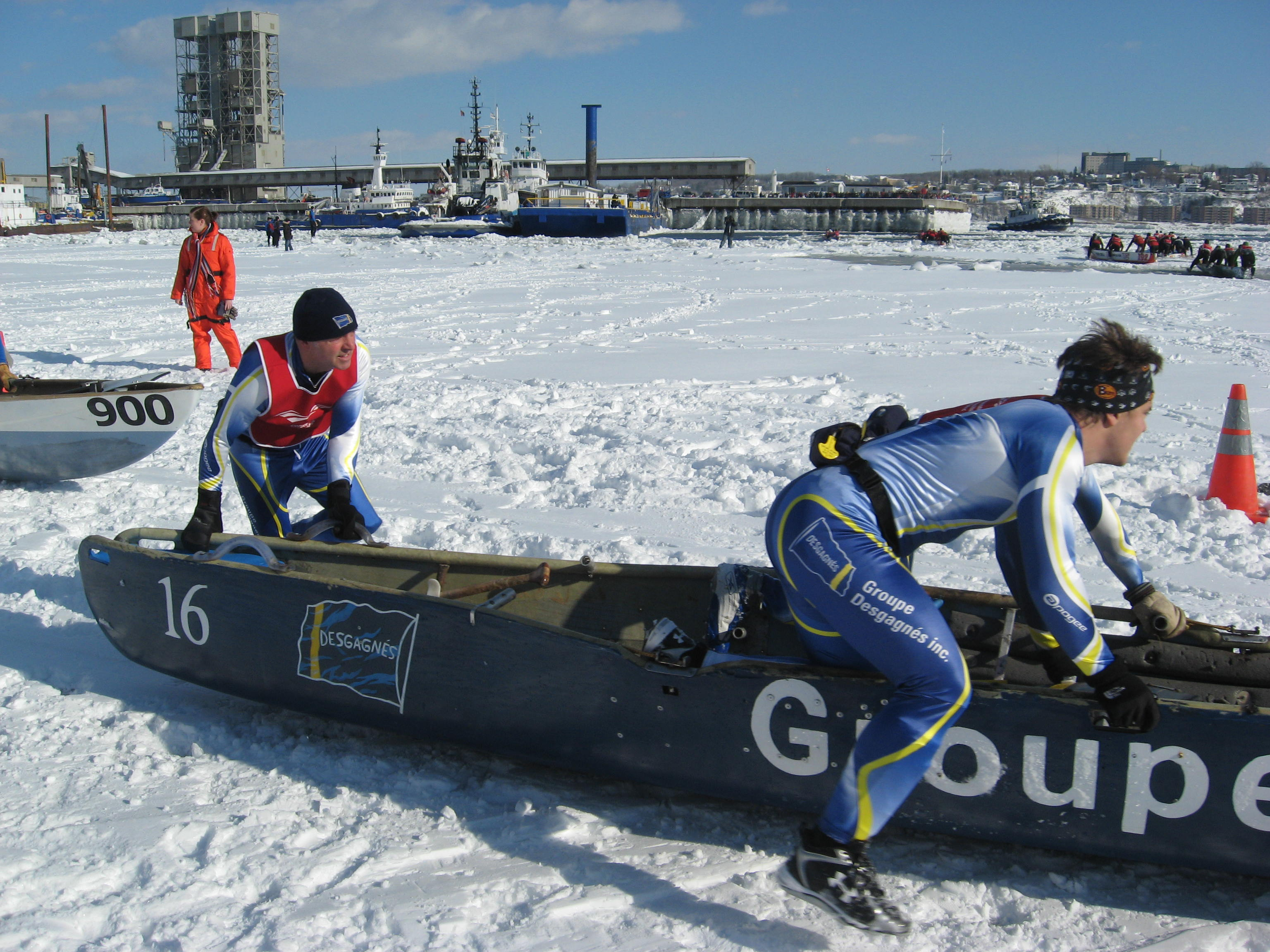
La compétition durant le Carnaval de Québec.

La Course en canot à glace est une grande tradition datant de la Nouvelle-France. Durant les rude mois d'hiver, le seul transport qui était utilisé était le canot. Depuis, ce sport est devenue une compétition internationale.

### Bandy
Bandy est un sport nouveau au Québec.

## Sports d'été

### Football
Pour un article plus général, voir Football canadien.

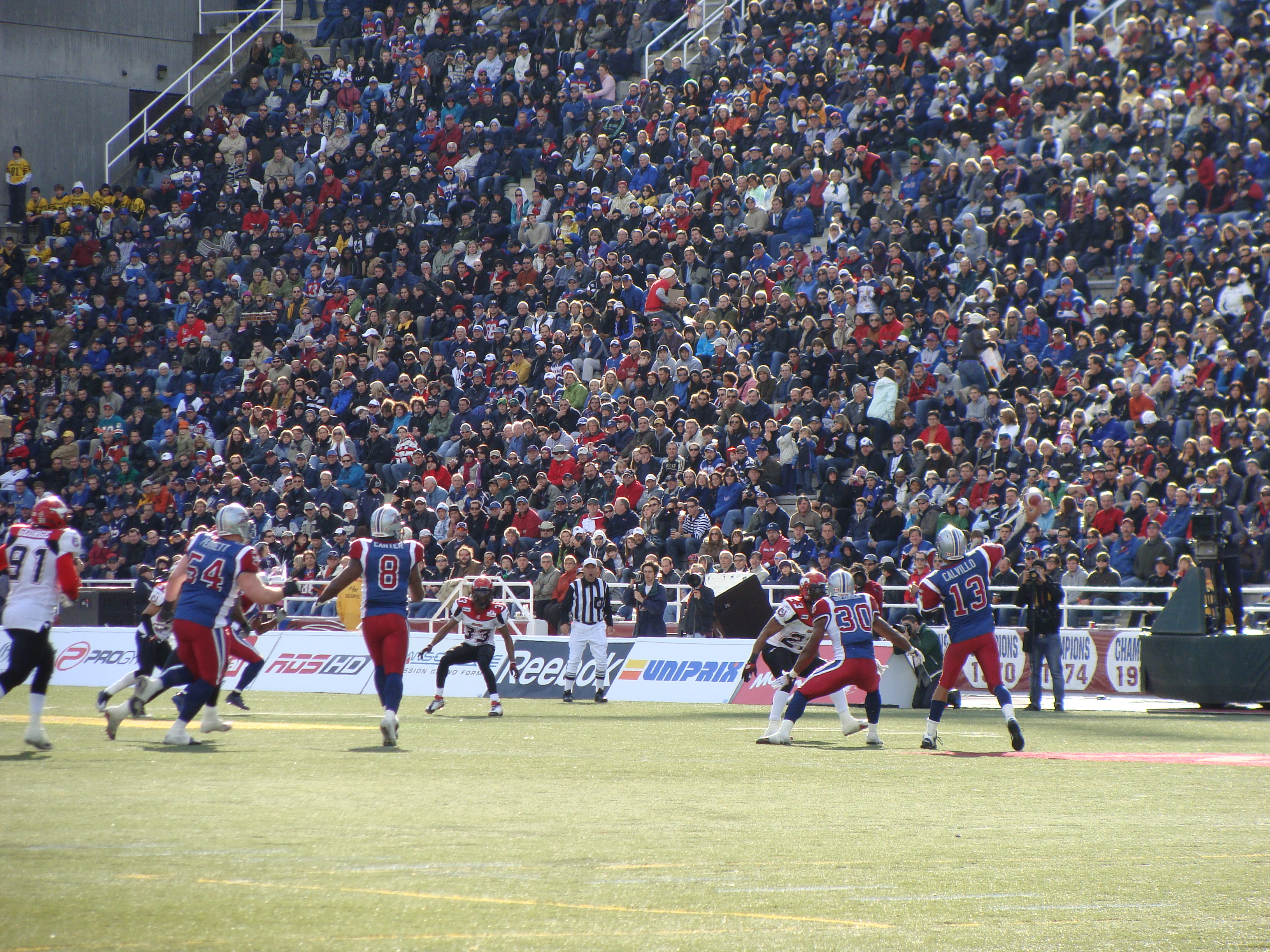
Les Alouettes de Montréal évoluent au stade Percival-Molson de l'Université McGill.

Depuis 1996, les Alouettes de Montréal représentent de nouveau le Québec au sein de la Ligue canadienne de football (LCF). Le club fut fondé en 1946, mais après,plusieurs années difficiles, l'équipe fut dissoute en 1987. En 1994, la LCF accorda une franchise à la ville de Baltimore (Maryland, États-Unis) qui prit le nom des Stallions. Après deux ans d'activités et une coupe Grey remportée contre les Stampeders de Calgary, les Stallions déménagent à Montréal et sont renommés Alouettes. 
La formation montréalaise a gagné la coupe à huit reprises au cours de son histoire et quatre fois depuis son retour dans la métropole québécoise : en 2002 face aux Eskimos d'Edmonton, en 2009 contre les Roughriders de la Saskatchewan, en 2010 et en 2023. L'équipe joue au stade Percival-Molson de l'Université McGill en saison régulière, alors que les match de séries éliminatoires sont disputés au Stade olympique de Montréal, d'une capacité largement supérieure.
Quant au football universitaire, le Rouge et Or de l'Université Laval à Québec fait figure d'équipe exceptionnelle tant sur le plan de l'organisation que du côté de la composition de son équipe qui, au fil des ans, a été la meilleure équipe universitaire canadienne, remportant 11 fois la Coupe Vanier (1999, 2003, 2004, 2006, 2008, 2010, 2012, 2013, 2016, 2018, 2022), couronnant les champions du football universitaire canadien ainsi que Carabins de l'Université de Montréal. Au niveau du football junior, le Québec abrite plusieurs équipes de haut niveau, dont les Cougars de Saint-Léonard ou les Devils de Laval ou encore les Raiders de Châteauguay qui évoluent dans la Ligue de football junior du Québec.

### Baseball

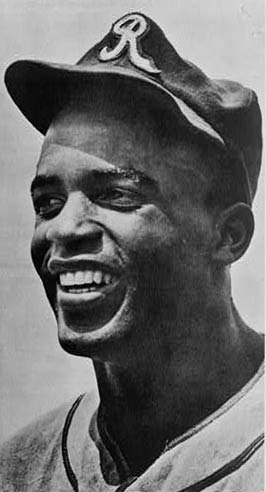
Jackie Robinson dans l'uniforme des Royaux.

Importé des États-Unis, où il constitue le passe-temps national, le baseball est un sport pratiqué au Québec depuis plus d'un siècle. Montréal a accueilli une équipe de baseball mineur, les Royaux de Montréal, de 1897 à 1917 et de 1928 à 1960. Les Royaux, qui étaient une filiale des Dodgers de Brooklyn, sont passés à l'histoire du baseball en 1946 en remportant le championnat Triple-A nord-américain. Les Royaux sont menés par Jackie Robinson, le premier athlète noir à accéder aux ligues professionnelles de baseball. Honni dans le sud des États-Unis, où règne encore la ségrégation raciale, mais adulé par le public francophone de Montréal, Robinson domine la ligue avec une moyenne au bâton de 0,349 et 66 points produits.

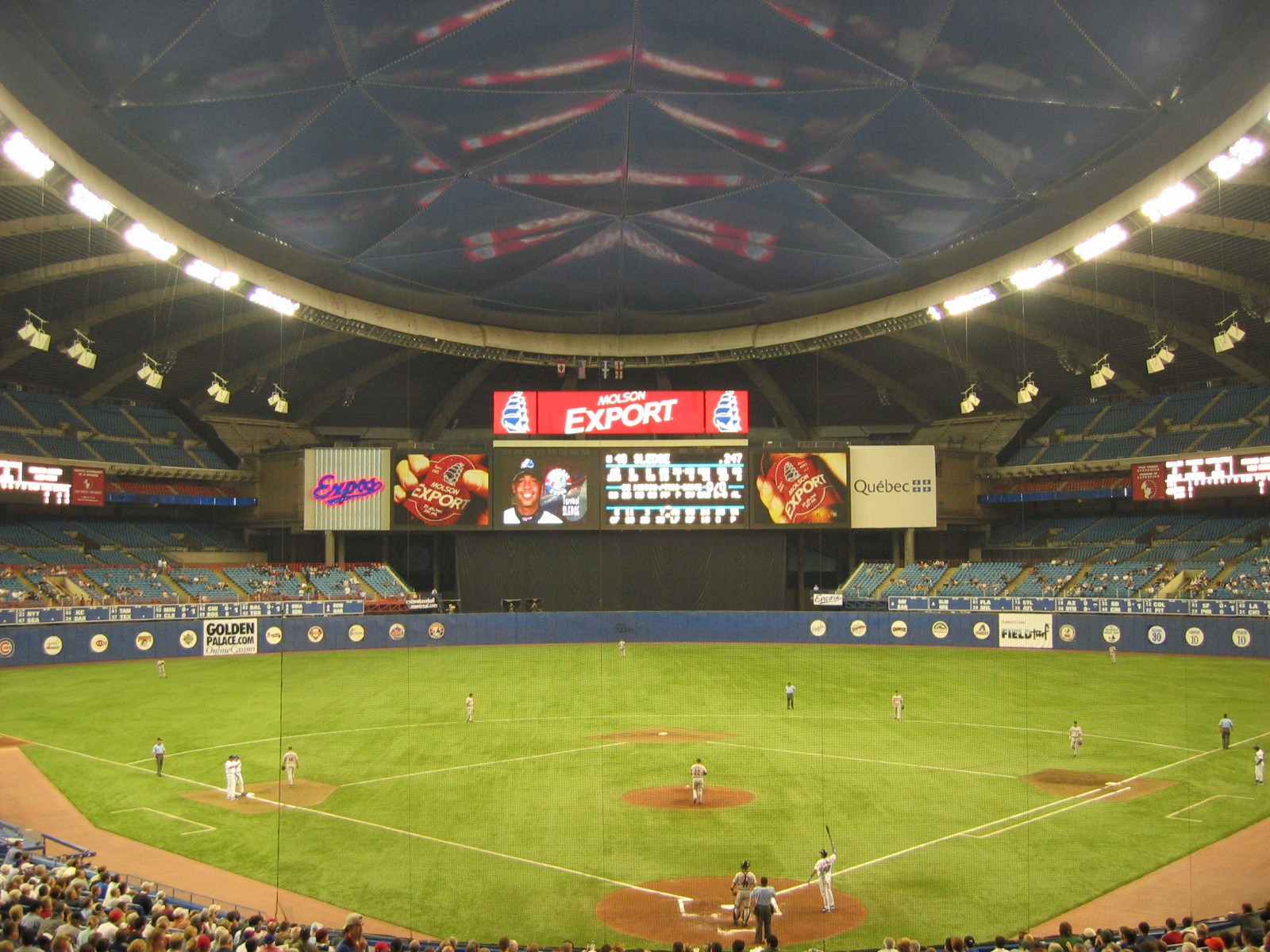
Un match des Expos de Montréal, de la Ligue nationale de baseball, au Stade olympique de Montréal, en 2004.

Après une absence de près d'une décennie, le baseball professionnel fait un retour remarqué dans la métropole québécoise. La ville de Montréal se voit accorder une franchise dans la Ligue nationale le 27 mai 1968. Les Expos de Montréal, dont le nom rappelle la tenue de l'Exposition universelle de Montréal de 1967, remportent leur premier match par la marque de 11-10, le 8 avril 1969 contre les Mets au Stade Shea à New York. Cette première saison sera notamment marquée par l'embauche du lanceur de relève Claude Raymond, premier Québécois à enfiler l'uniforme bleu-blanc-rouge, qui rappelle l'origine française de la ville de Montréal.
Pendant les huit premières saisons de son histoire, la formation évoluait au stade Jarry, qu'elle a quitté en 1977 pour aménager au Stade olympique de Montréal, d'une capacité de 43 739 places en mode baseball. Les Expos ont remporté le championnat de la division est de la Ligue nationale en 1981. La formation montréalaise était en bonne voie de récidiver en 1994, présentant la meilleure fiche du baseball majeur lors du déclenchement d'un long arrêt de travail des joueurs. La grève a provoqué l'annulation de la saison.
Après 35 saisons dans le baseball majeur, les Expos jouèrent le dernier match de leur histoire au là où leur histoire avait commencé. Le 3 octobre 2004, ils subissent une défaite de 8-1 aux mains des Mets au stade Shea. L'année suivante, la franchise déménage à Washington, D.C. où elle devint les Nationals de Washington.
Du côté de la Ligue Frontière, les Capitales de Québec on réussit à remporter 10 championnats dont 3 dans leur ligue actuelle et 7 fois dans la Ligne Can-Am.

### Soccer
La première équipe professionnelle de soccer au Québec fut le Manic de Montréal, qui a évolué au sein de la North American Soccer League entre 1981 et 1983. À partir de sa fondation en 1992, l'Impact de Montréal, qui évolue au stade Saputo de Montréal depuis 2008, est l'équipe de soccer la plus importante du Québec. L'équipe remporte le titre de la première division de la United Soccer Leagues (USL) en 1994, en 2004, puis un 3e titre en 2009. L'Impact a représenté le Canada à la compétition de la ligue des champions de la CONCACAF en 2008. En janvier 2021 le club change de nom et devient le Club de Foot Montréal (CF Montréal).
La Ligue1 Québec, du coté masculin, se veut le plus haut niveau du soccer au Québec et le troisième, à l'échelle canadienne.
Au niveau féminin on note la présence des Roses de Montréal, premier club professionnel féminin, évoluant dans Super ligue du nord. Le deuxième niveau de soccer féminin au Québec, est représenté par la Ligue1 Québec féminine et par la Ligue universitaire de soccer du Québec.

### Course automobile.

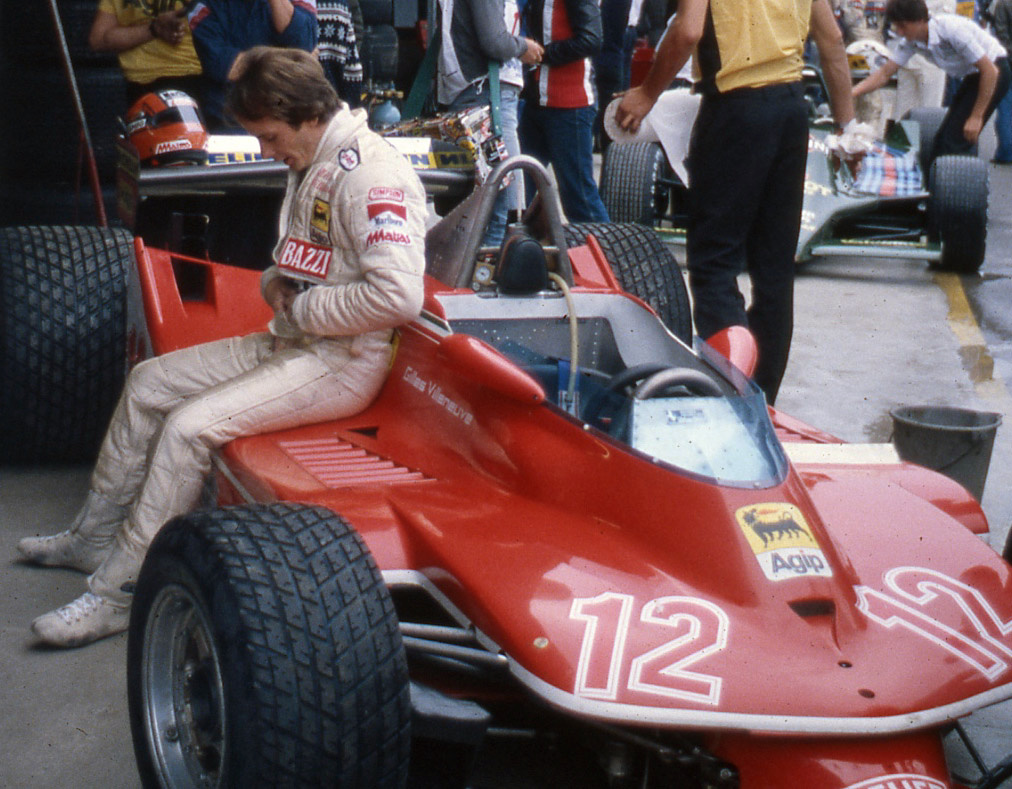
Gilles Villeneuve au circuit d'Imola en 1979. Sa fougue au volant de sa Ferrari et son décès tragique au Grand Prix de Belgique de 1982 l'élèveront au rang des légendes de la Formule 1.

Le sport automobile commença à se développer au Québec vers 1957, avec l'organisation de courses amateur par le Montreal MG Car Club. Les courses se déroulaient sur l'aéroport militaire de St-Eugène à quelques kilomètres en Ontario. L'inauguration du circuit Mont-Tremblant à Saint-Jovite en 1964 permit l'organisation d'événements professionnels: courses d'endurance, séries Can-Am et Trans-Am.
Le Grand Prix automobile du Canada est un événement sportif de course automobile de Formule 1 qui a lieu chaque année au Canada depuis 1967. Dans les premières années, son domicile se localisait à Bowmanville (Mosport) en Ontario puis à Saint-Jovite au Québec en 1968 et 1970. En 1978, l'île Notre-Dame à Montréal devint le domicile régulier de cette étape du championnat international. 
Le premier gagnant du Grand Prix de Montréal a été le Québécois Gilles Villeneuve, au volant d'une Ferrari. D'un naturel fougueux, le pilote québécois a terminé 2e du Championnat du monde 1979, quatre points derrière son coéquipier Jody Scheckter. Villeneuve perdit la vie des suites d'un accident subi à bord de sa monoplace au dernier tour de qualification du Grand Prix de Belgique, le 8 mai 1982. Quelques semaines après sa mort, le circuit de Montréal a été renommé le circuit Gilles-Villeneuve en son honneur. 
Le fils de Gilles Villeneuve, Jacques, a connu brillante carrière en course automobile, remportant le championnat du monde de Formule 1 en 1997, les 500 milles d'Indianapolis en 1995 et le championnat CART en 1995.
En 2004, à cause d'une loi anti-tabac interdisant la publicité commanditaire de ce produit, le Grand Prix a failli être annulé par l'organisation. Finalement, les écuries s'entendirent avec l'organisateur de la course pour ne pas diffuser de publicité sur les cigarettes. Après une absence d'un an en 2009, l'épreuve est de retour au calendrier de la F1 à compter de 2010.
Le Québec possède également une course connue dans toute l'Amérique : Le Grand Prix De Trois-Rivières qui fut remporté par Gilles Villeneuve et son fils Jacques Villeneuve.

### Golf
- Le Club de golf Royal Montréal, mieux connu sous son nom anglais The Royal Montreal Golf Club, est le plus ancien club de golf en Amérique du Nord. Neuf fois l’hôte de l’Omnium canadien, le Royal Montréal a écrit un autre chapitre de son histoire en accueillant le prestigieux tournoi de la Presidents Cup en septembre 2007.
- Le Championnat de Montréal du circuit Champions Tour de la PGA s'établit à Montréal en juillet 2010 et, cela, pour plusieurs années consécutives[18].

## Palmarès international
- Le premier Québécois à être sacré champion olympique est le policier montréalais Étienne Desmarteau, champion du lancer de la pierre de 56 lb (25 kg) aux Jeux olympiques d'été de 1904 à Saint-Louis, le 1er septembre 1904. Desmarteau sera terrassé par la fièvre typhoïde un an après son exploit, le 29 octobre 1905[19].

## Controverses et scandales

### Émeute au Forum
Le 17 mars 1955 une émeute au Forum de Montréal, à la suite de la suspension imposée à Maurice Richard pour un coup porté à l'endroit du défenseur Al Laycoe des Bruins de Boston dans un match précédent. Voyant un affront « à la race canadienne-française », un groupe d'émeutiers sème le désordre au Forum de Montréal et sur la rue Sainte-Catherine.

### Dette olympique

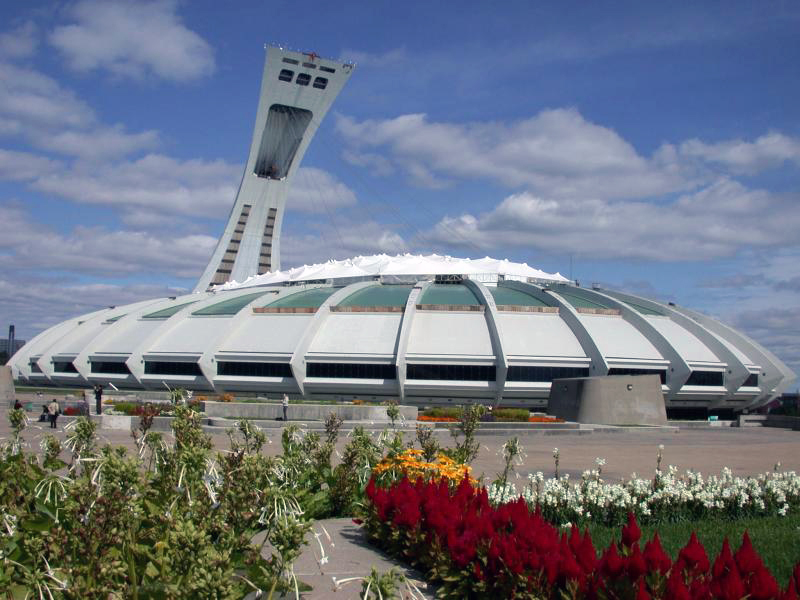
Le stade olympique de Montréal en 2006.

Le coût de construction du Parc olympique de Montréal a défrayé la manchette pendant plusieurs décennies au Québec. Malgré les projections initiales qui prévoyaient un coût total de 134 millions de dollars, le concept architectural développé par l'architecte français Roger Taillibert s'est avéré beaucoup plus coûteux à construire pour les contribuables montréalais et québécois, qui ont mis plus de 30 ans afin d'éponger la dette olympique.
En plus du concept audacieux de l'architecte, la construction du complexe a été marquée par l'inflation des coûts et des relations de travail houleuses sur le chantier. Une grève de cinq mois des ouvriers de la construction en 1975 a forcé le gouvernement du Québec à prendre le contrôle du chantier à quelques mois de l'échéance. Ces efforts ont permis à Montréal d'accueillir les jeux comme prévu, mais dans un stade inachevé. Le toit et le mat incliné, dont la construction a causé beaucoup de problèmes, ont été terminés 11 ans plus tard, en 1987. 
Le gouvernement a imposé une taxe spéciale sur les produits du tabac pour financer la dette olympique. Le dernier paiement de la dette olympique a été effectué en novembre 2006, soit 30 années après la fin des jeux. Au terme de l'exercice, les coûts de construction, de réparations et d'intérêt se sont élevés à 1,61 milliard de dollars.